# Parafia św. Serafina z Sarowa w Dallas
Parafia św. Serafina z Sarowa – prawosławna parafia w Dallas, w diecezji Południa Kościoła Prawosławnego w Ameryce.

## Historia
W kwietniu 1954 grupa prawosławnych wiernych kierowana przez subdiakona Dymitra (Roystera) zwrócił się do biskupa Bohdana z Ukraińskiego Kościoła Prawosławnego Stanów Zjednoczonych z prośbą o zgodę na powołanie do życia pierwszej całkowicie anglojęzycznej placówki duszpasterskiej w Dallas. Zgoda została udzielona. Początkowo świątynią parafialną było pomieszczenie w budynku szkoły niedzielnej kościoła św. Mateusza w Dallas, należącego do Kościoła Episkopalnego. W maju 1954 parafianie zakupili osobny budynek, w którym umiejscowili kaplicę dzieloną z parafią św. Mikołaja w jurysdykcji Rosyjskiego Kościoła Prawosławnego poza granicami Rosji. W 1956 parafia św. Serafina przekazała budynek parafii św. Mikołaja, zakupując nowe miejsce kultu. Był to budynek przy ulicach Throckmorton i Newton Avenue, gdzie zlokalizowano kaplicę oraz biuro parafialne. Dwa lata później parafia zmieniła jurysdykcję, przechodząc do Metropolii. W 1978 została włączona do nowo powołanej diecezji Południa, będąc tym samym jedną z trzech najdłużej działających placówek duszpasterskich na jej terytorium.
W 1972 parafia zakupiła obecnie użytkowaną parcelę przy Wycliff Ave. W 1996 pojawił się projekt budowy na tym miejscu nowej cerkwi. Została ona wzniesiona w latach 1998–2000, po czym w ciągu kilku lat zakończono prace nad jej dekoracją wewnętrzną.
Parafia posługuje się w pracy duszpasterskiej językiem angielskim, z wyjątkiem comiesięcznej Świętej Liturgii w języku cerkiewnosłowiańskim. Liczy od 150 do 250 wiernych.